# Boissay
Boissay ist eine französische Gemeinde mit 426 Einwohnern (Stand: 1. Januar 2022) im Département Seine-Maritime in der Region Normandie (vor 2016: Haute-Normandie). Sie gehört zum Arrondissement Rouen und zum Kanton Le Mesnil-Esnard (bis 2015: Kanton Buchy). 

## Geographie
Boissay liegt etwa 21 Kilometer nordöstlich von Rouen. Umgeben wird Boissay von den Nachbargemeinden Ernemont-sur-Buchy im Norden, Héronchelles im Nordosten, Rebets im Osten und Südosten, Morville-le-Héron im Südosten, Saint-Aignan-sur-Ry im Süden, Catenay im Westen sowie Saint-Germain-des-Essourts im Nordwesten.

## Einwohnerentwicklung
| 1962                      | 1968 | 1975 | 1982 | 1990 | 1999 | 2006 | 2013 |
| ------------------------- | ---- | ---- | ---- | ---- | ---- | ---- | ---- |
| 212                       | 199  | 203  | 213  | 241  | 268  | 274  | 363  |
| Quelle: Cassini und INSEE |      |      |      |      |      |      |      |

## Sehenswürdigkeiten
- Kirche Saint-Martin aus dem 17. Jahrhundert
- Taubenturm aus dem Jahr 1767

## Persönlichkeiten
- Francis Yard (1876–1947), Schriftsteller, Lyriker